# Huracán Gordon (2000)
El huracán Gordon fue una de las dos tormentas tropicales que tocaron tierra en Estados Unidos en la temporada del 2000, y fue el séptimo huracán con nombre y cuarto huracán de la temporada. Gordon fue un huracán de categoría 1 sobre el golfo de México, pero se debilitó a una tormenta tropical antes de tocar tierra en Florida. Gordon dejó 24 muertos y 2 desaparecidos y unos daños de US$10,8 millones (2000; en dólares).